# فرودگاه محلی رینج
فرودگاه محلی رینج (به انگلیسی: Range Regional Airport) یک فرودگاه همگانی بهره‌برداری هوایی با کد یاتا HIB است که یک باند فرود آسفالت دارد و طول باند آن ۲۰۶۰ متر است. این فرودگاه در کشور ایالات متحده آمریکا قرار دارد و در ارتفاع ۴۱۳ متری از سطح دریا واقع شده‌است.